# Bush House (Londýn)
Bush House je budova nacházející se mezi londýnskými ulicemi Aldwych a Strand v městském obvodu City of Westminster. Do roku 2012 čtyři z jejích pěti křídel využívala BBC World Service. Páté křídlo slouží pro HM Revenue & Customs.

## Historie

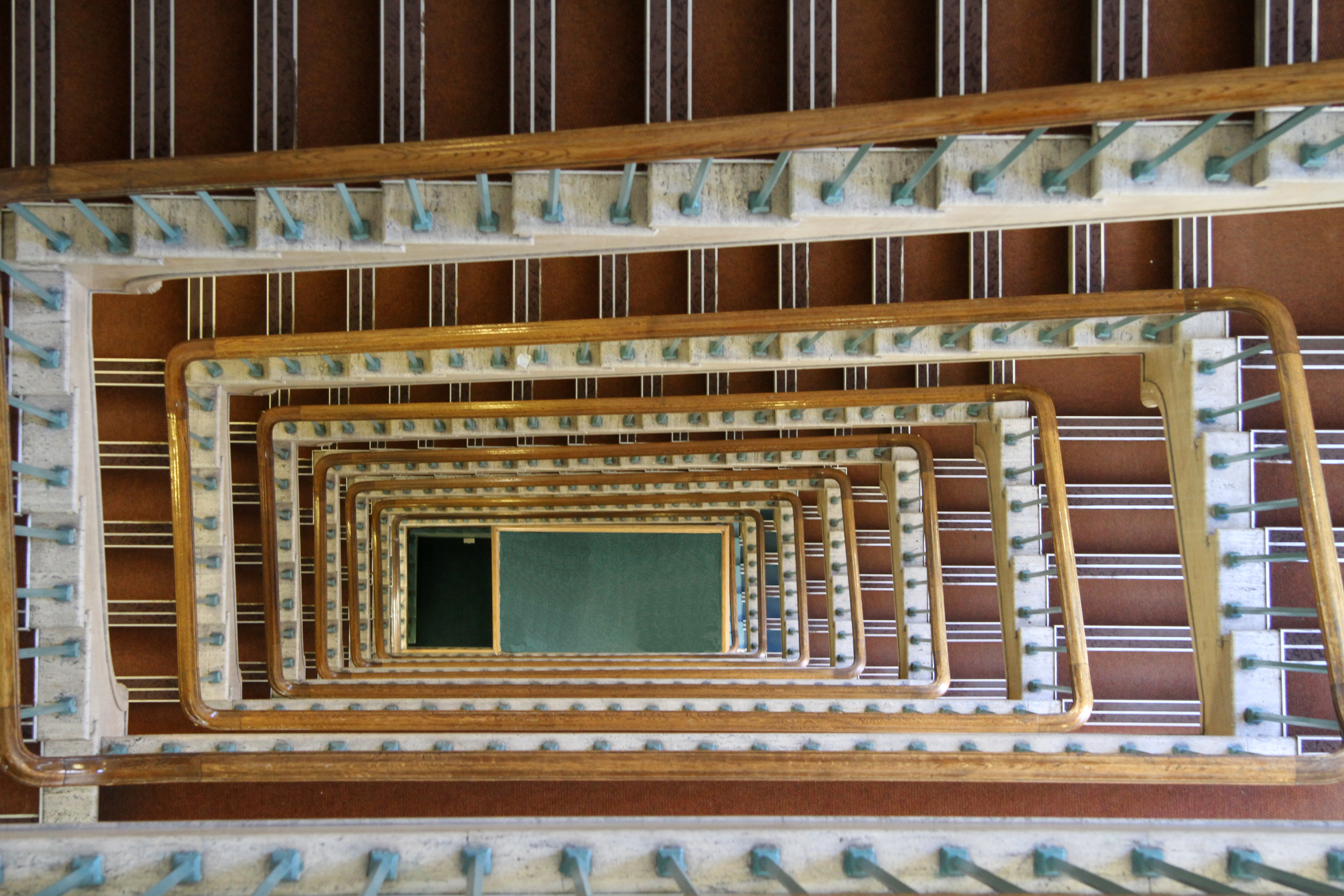
Schodiště uvnitř budovy.

Autorem návrhu budovy je architekt Harvey Corbett. Bush House byl zbudován podle jeho návrhu v roce 1923, přičemž další křídla vznikla v letech 1928 až 1935. Budova byla původně postavena pro anglicko-americkou obchodní společnost vedenou podnikatelem Irvingem T. Bushem, po němž je i pojmenována.
Budova byla slavnostně otevřena Lordem Balfourem dne 4. července 1925, a to při příležitosti oslav amerického dne nezávislosti. Během otevření byly odhaleny dvě sochy stojící nad vchodem do budovy. Jejich autorem je americká sochařka Malvina Hoffman. Sochy symbolizují anglo-americké přátelství, přičemž i samotná budova nese nápis: "Věnováno přátelství anglicky mluvících lidí". Budova je postavena z portlandského kamene a v době svého dokončení byla nejdražší budovou na světě – náklady na její výstavbu dosáhly přibližně 2 miliony liber.
Cizojazyčné vysílání BBC začalo v roce 1938 vysílat z Broadcasting House na Portland Place. V roce 1941 byla budova těžce poškozena během bombardování, a proto bylo vysílání přestěhováno do Bush House v centru Londýna. BBC World Service se zcela přestěhovala do budovy až v roce 1958.
Přestože BBC v budově sídlí už skoro půl století, budova jí nikdy nepatřila. V současnosti je majitelem objektu japonská společnost Kato Kagaku, se kterou měla BBC uzavřenou nájemní smlouvu do roku 2010. BBC World Service se odsud vystěhovala v roce 2012. Od roku 2015 patří budova pod King's College London, která zde plánuje rozšířit svůj univerzitní kampus.